# Idiomictis aneuropa
Idiomictis aneuropa är en fjärilsart som beskrevs av Edward Meyrick 1935. Idiomictis aneuropa ingår i släktet Idiomictis och familjen plattmalar. Inga underarter finns listade i Catalogue of Life.